# Glasunovia
Glasunovia là một chi bọ cánh cứng trong họ Meloidae.
Chi này được miêu tả khoa học năm 1896 bởi Semenov.

## Các loài
Các loài trong chi này gồm:
- Glasunovia afghanica Semenov, 1896
- Glasunovia caspica Semenov, 1896
- Glasunovia sillemi Borchmann, 1935
- Glasunovia sinica Pic, 1938